# Le onde
 (octobre 2020).
Albums de Ludovico Einaudi
Salgari
(1995) Giorni dispari
(1998)
Le onde est un album du compositeur et pianiste italien Ludovico Einaudi, enregistré en 1996.

## Pièce en treize parties
Pièce en treize parties, pour piano solo, et inspirées du roman The Waves de l'écrivaine britannique Virginia Woolf. Premier album écrit pour le piano seul. Ludovico Einaudi s'est inspiré des « vagues » et de leur mouvement pour le composer. À sa sortie, il a rencontré un vif succès, particulièrement au Royaume-Uni et en Italie.
Première représentation à Milan, au Teatro Franco Parenti, en octobre 1996.
Deux arrangements ont été réalisés : Le onde, pour piano et ensemble à cordes, puis Ombre, pour flûte et piano.
Le critique de Gramophone considère pour cet album d'Einaudi que « Bien que sa musique soit très accessible, sa préférence pour les lignes musicales fortes plutôt que pour le superflu la rend substantielle et satisfaisante. » La pièce Le Onde est le premier grand succès d'Einaudi.

## Pistes
1. Canzone popolare (France, vers 1500) – (0:57)
2. Le onde (The Waves) – (4:55)
3. Lontano – (4:49)
4. Ombre – (5:23)
5. La linea scura (The Dark Line) – (4:53)
6. Tracce – (3:57)
7. Questa notte (Tonight) – (5:10)
8. Sotto vento – (7:02)
9. Dietro l'incanto – (4:46)
10. Onde corte – (3:22)
11. La profondità del buio – (3:52)
12. Passaggio (Passage) – (4:46)
13. L'ultima volta – (4:24)